# Wladislaw Markowitsch Illitsch-Switytsch
Wladislaw Markowitsch Illitsch-Switytsch (russisch Владислав Маркович Иллич-Свитыч, ukrainisch Владислав Маркович Ілліч-Світич / Wladyslaw Markowytsch Illitsch-Switysch; * 12. September 1934 in Kiew, Ukrainische SSR, Sowjetunion; † 22. August 1966 in Schtscholkowo Oblast Moskau, Sowjetunion) war ein ukrainisch-sowjetischer Linguist.

## Leben
Illitsch-Switytsch war ukrainischer Abstammung. Sein Studium an der Philologischen Fakultät der Lomonossow-Universität Moskau schloss er 1957 ab. Später ging er an die Sowjetische Akademie der Wissenschaften in Moskau, wo er auf dem Gebiet der Vergleichenden Sprachwissenschaft forschte und Anfang der 1960er Jahre – zeitgleich mit aber zunächst unabhängig von Aharon Dolgopolsky – die Idee einer nostratischen Makrofamilie wiederbelebte, die der dänische Linguist Holger Pedersen zu Beginn des 20. Jahrhunderts formuliert hatte. Illitsch-Switytschs früher Tod im Alter von 32 Jahren verhinderte die Vervollständigung seines umfassenden Comparative Dictionary of Nostratic Languages, das aber später von Dolgopolsky vollendet wurde.

## Werke (Auswahl)
- Nominal Accentuation in Baltic and Slavic. übersetzt von R. L. Leed und R. F. Feldstein, Cambridge, London 1979: the MIT Press. («Именная акцентуация в балтийском и славянском», 1963)
- «Опыт сравнения ностратических языков», т. 1-3, 1971 (9,7 Мб, djvu)
- «Именная акцентуация в балтийском и славянском», 1963
- Древнейшие индоевропейско-семитские языковые контакты, в сборнике: Проблемы индоевропейского языкознания, М., 1964 (254 Кб, djvu)
- Материалы к сравнительному словарю ностратических языков (индоевропейский, алтайский, уральский, дравидийский, картвельский, семито-хамитский). // Этимология 1965.
- Опыт сравнения ностратических языков (семито-хамитский, картвельский, индоевропейский, уральский, дравидийский, алтайский). Сравнительный словарь.
- Соответствия смычных в ностратических языках, в сборнике: Этимология. 1966, М., 1968